# Еър Съплай
„Еър Съплай“ е софт рок дует, създаден в Мелбърн, Австралия през 1975 г. и се състои от англичанина Греъм Ръсел (вокали, китара) и австралиеца Ръсел Хичкок (вокали). Той има поредица от хитове по целия свят, включително осем топ пет хита в „Билборд Хот 100“, Lost in Love (1979), All Out of Love (1980), Every Woman in the World (1980), The One That You Love (1981), Here I Am (1981), Sweet Dreams (1982), Even the Nights Are Better (1982) и Making Love Out of Nothing at All (1983).
В Австралия има четири места в челната десетка Love and Other Bruises (1976), All Out of Love, Every Woman in the World и The One That You Love. Студийният албум на дуета с най-високо класиране The One That You Love (1981) достига № 10 както в Австралия, така и в Съединените американски щати. Групата, която се премества в Лос Анджелис в края на 70-те години на 20-и век, включва много членове, с Ръсел Хичкок и Греъм Ръсел в основата си. Австралийската асоциация на звукозаписната индустрия въвежда „Еър Съплай“ в своята „Зала на славата“ на 1 декември 2013 г. на годишните си награди.

## Дискография
- Air Supply (1976)
- The Whole Thing's Started (1977)
- Love & Other Bruises (1977)
- Life Support (1979)
- Lost in Love (1980)
- The One That You Love (1981)
- Now and Forever (1982)
- Air Supply (1985)
- Hearts in Motion (1986)
- The Christmas Album (1987)
- The Earth Is ... (1991)
- The Vanishing Race (1993)
- News from Nowhere (1995)
- The Book of Lov (1997)
- Yours Truly (2001)
- Across the Concrete Sky (2003)
- Mumbo Jumbo (2010)

## Турнета
- The Power of Love World Tour (1985)
- The Earth Is...World Tour (1991)
- Always World Tour (1995)
- From the Heart Tour (2008)
- 40th Anniversary Tour (2016)
- The Lost in Love Experience (2019)